# Pam Shriver
Pamela »Pam« Howard Shriver, ameriška tenisačica, * 4. julij 1962, Baltimore, ZDA.
Pam Shriver se je v svoj karieri 29-krat uvrstila v finala turnirjev za Grand Slam, od tega jih je 22 osvojila. V posamični konkurenci se je v edini finale uvrstila leta 1978, ko jo je v finalu turnirja za Odprto prvenstvo ZDA premagala Chris Evert. Na turnirjih za Odprto prvenstvo Avstralije se je najdlje uvrstila v polfinale v letih 1981, 1982 in 1983, kot tudi na turnirjih za Odprto prvenstvo Anglije v letih 1981, 1987, 1988, na turnirjih za Odprto prvenstvo Francije pa v tretji krog leta 1983. Najuspešnejša je bila v konkurenci ženskih dvojic, kjer je z najpogostejšo partnerko Martino Navratilovo osvojila 21 turnirjev za Grand Slam, sedemkrat Odprto prvenstvo Avstralije, po petkrat Odprto prvenstvo Anglije in Odprto prvenstvo ZDA ter štirikrat Odprto prvenstvo Francije. Leta 1984 je z Navratilovo osvojila koledarski Grand Slam. V konkurenci mešanih dvojic je leta 1987 osvojila Odprto prvenstvo Francije z Emiliem Sánchezom. Nastopila je na Poletnih olimpijskih igrah 1988, kjer je osvojila naslov prvakinje v ženskih dvojicah z Zino Garrison. Leta 2002 je bila sprejeta v Mednarodni teniški hram slavnih.

## Finali Grand Slamov

### Posamično (1)

#### Porazi (1)
| Leto | Turnir               | Nasprotnica v finalu | Rezultat finala |
| 1978 | Odprto prvenstvo ZDA | Chris Evert          | 7–5, 6–4        |

### Ženske dvojice (27)

#### Zmage (21)
| Leto | Turnir                          | Partner             | Nasprotnika v finalu                 | Rezultat finala  |
| 1981 | Odprto prvenstvo Anglije        | Martina Navratilova | Kathy Jordan Anne Smith              | 6–3, 7–6(6)      |
| 1982 | Odprto prvenstvo Anglije (2)    | Martina Navratilova | Kathy Jordan Anne Smith              | 6–4, 6–1         |
| 1982 | Odprto prvenstvo Avstralije     | Martina Navratilova | Claudia Kohde-Kilsch Eva Pfaff       | 6–4, 6–2         |
| 1983 | Odprto prvenstvo Anglije (3)    | Martina Navratilova | Rosemary Casals Wendy Turnbull       | 6–2, 6–2         |
| 1983 | Odprto prvenstvo ZDA            | Martina Navratilova | Rosalyn Fairbank Candy Reynolds      | 6–7(4), 6–1, 6–3 |
| 1983 | Odprto prvenstvo Avstralije (2) | Martina Navratilova | Anne Hobbs Wendy Turnbull            | 6–4, 6–7, 6–2    |
| 1984 | Odprto prvenstvo Francije       | Martina Navratilova | Claudia Kohde-Kilsch Hana Mandlíková | 5–7, 6–3, 6–2    |
| 1984 | Odprto prvenstvo Anglije (4)    | Martina Navratilova | Kathy Jordan Anne Smith              | 6–3, 6–4         |
| 1984 | Odprto prvenstvo ZDA (2)        | Martina Navratilova | Anne Hobbs Wendy Turnball            | 6–2, 6–4         |
| 1984 | Odprto prvenstvo Avstralije (3) | Martina Navratilova | Claudia Kohde-Kilsch Helena Suková   | 6–3, 6–4         |
| 1985 | Odprto prvenstvo Francije (2)   | Martina Navratilova | Claudia Kohde-Kilsch Eva Pfaff       | 4–6, 6–2, 6–2    |
| 1985 | Odprto prvenstvo Avstralije (4) | Martina Navratilova | Claudia Kohde-Kilsch Helena Suková   | 6–3, 6–4         |
| 1986 | Odprto prvenstvo Anglije (5)    | Martina Navratilova | Hana Mandlíková Wendy Turnbull       | 6–1, 6–3         |
| 1986 | Odprto prvenstvo ZDA (3)        | Martina Navratilova | Hana Mandlíková Wendy Turnbull       | 5–7, 6–3, 6–2    |
| 1987 | Odprto prvenstvo Avstralije (5) | Martina Navratilova | Zina Garrison Lori McNeil            | 6–1, 6–0         |
| 1987 | Odprto prvenstvo Francije (3)   | Martina Navratilova | Steffi Graf Gabriela Sabatini        | 6–2, 6–1         |
| 1987 | Odprto prvenstvo ZDA (4)        | Martina Navratilova | Kathy Jordan Elizabeth Smylie        | 5–7, 6–4, 6–2    |
| 1988 | Odprto prvenstvo Avstralije (6) | Martina Navratilova | Chris Evert Wendy Turnball           | 6–0, 7–5         |
| 1988 | Odprto prvenstvo Francije (4)   | Martina Navratilova | Claudia Kohde-Kilsch Helena Suková   | 6–2, 7–5         |
| 1989 | Odprto prvenstvo Avstralije (7) | Martina Navratilova | Patty Fendick Jill Hetherington      | 3–6, 6–3, 6–2    |
| 1991 | Odprto prvenstvo ZDA (5)        | Natalija Zverjeva   | Jana Novotná Larisa Savčenko         | 6–4, 4–6, 7–6(5) |

#### Porazi (6)
| Leto | Turnir                          | Partner             | Nasprotnika v finalu                 | Rezultat finala  |
| 1980 | Odprto prvenstvo ZDA            | Betty Stove         | Billie Jean King Martina Navratilova | 7-6, 7-5         |
| 1981 | Odprto prvenstvo Avstralije     | Martina Navratilova | Kathy Jordan Anne Smith              | 6–2, 7–5         |
| 1985 | Odprto prvenstvo Anglije        | Martina Navratilova | Kathy Jordan Elizabeth Smylie        | 5–7, 6–3, 6–4    |
| 1985 | Odprto prvenstvo ZDA (2)        | Martina Navratilova | Claudia Kohde-Kilsch Helena Suková   | 6–7(5), 6–2, 6–3 |
| 1989 | Odprto prvenstvo ZDA (3)        | Mary Joe Fernandez  | Hana Mandlíková Martina Navratilova  | 5–7, 6–4, 6–4    |
| 1993 | Odprto prvenstvo Avstralije (2) | Elizabeth Smylie    | Gigi Fernández Natalija Zverjeva     | 6–4, 6–3         |

### Mešane dvojice (1)

#### Zmage (1)
| Leto | Turnir                    | Partner        | Nasprotnika v finalu         | Rezultat finala |
| 1987 | Odprto prvenstvo Francije | Emilio Sánchez | Lori McNeil Sherwood Stewart | 6–3, 7–6(4)     |